# Albert Júlia
Albert Júlia (Kolozsvár, 1951. január 16. –) erdélyi magyar színművész, egyetemi oktató, Csép Sándor felesége.

## Életpályája
Kolozsváron három évet járt balettiskolába, majd a Sportiskolában érettségizett 1969-ben.
1973-ban elévégezte a marosvásárhelyi Szentgyörgyi István Színművészeti Intézetet, és azóta a Kolozsvári Állami Magyar Színház tagja. 1993-tól beszédtechnikát tanított a kolozsvári Babeș–Bolyai Tudományegyetem politológia-újságíró szakán. 1997-től tanít a BBTE Színház és Televízió Karán is. 2009-ben bölcsészdoktori címet szerzett.

## Munkássága

### Fontosabb szerepei
- HIPPIA, Madách: Az ember tragédiája
- ÁLLAPOTOS NŐ, Bertolt Brecht: A szecsuani jólélek
- MANDIKÓ, Dumitru Radu Popescu: A kerti törpe
- VERA, Rjazanov: Ma éjjel megnősülök
- MÁRIA, Sütő András: Egy lócsiszár virágvasárnapja
- VERONIKA, Sütő András: Csillag a máglyán
- KIRÁLYNŐ, Csíki Gergely: A nagyratermett
- KISLÁNY, BOLOND NŐ, Eduardo de Filippo: Vannak még kísértetek
- EDITH, Jókai Mór: A kőszívű ember fiai
- ORVOSNŐ, Déry Tibor, Presser Gábor: Képzelt riport egy amerikai popfesztiválról
- TÁNCOSNŐ, Nóti Károly: Nyitott ablak
- ALKÉSZTISZ, Euripidész: Alkésztisz
- KÁROLYI ZSUZSANNA, Csép Sándor: Mi, Bethlen Gábor
- ZILIA, Heltai Jenő: A néma levente
- TÍMEA, Jókai Mór: Az aranyember
- BÁTKI TERCSI, Tóth Ede: A falu rossza
- IRMA, Schönthan-Kellér: A szabin nők elrablása
- FELESÉG, Méhes György: Drága gyermekeim
- CSELÉD, Robert Thomas: Nyolc nő
- OSZTÁLYFŐNÖKNŐ, Sinkó Zoltán: A négylábú kacsa
- AVDOTYA NAZAROVNA, Csehov: Ivanov
- BERTA NÉNI, Kárpáti Péter: Méhednek gyümölcse
- FÖLDSZELLEM, ANYA, Madách: Az ember tragédiája
- KATICA, Vörösmarty-Görgei: A fátyol titkai
- ANYA, Spíró György: Kvartett
- CAPULETNÉ, Shakespeare: Romeó és Júlia
- NENNI, Luigi Pirandello: Így van, ha így tetszik
- SIRATÓASSZONY, BARÁTNÉ, Britten – Selmeczi – Visky: A vasárnapi iskola, avagy Noé Bárkája
- IDŐS HÖLGY – I.L. Caragiale: Az elveszett levél
- A VŐLEGÉNY ANYJA – Bertolt Brecht: Kispolgári nász
- SZTRATÜLLISZ – Arisztophanész: Lüszisztraté, avagy a nők városa
- Csiki László: Visszaút (Kolozsvár főtere 1991 őszén), (felolvasószínházi előadás)

### Önálló műsorai
- Lármafa – a budapesti Radnóti Miklós Gimnáziumban (válogatás a két világháború közti és mai erdélyi irodalomból) melyet később több erdélyi iskolákban megismételt
- Útravaló ének (Kányádi Sándor 70. születésnapjára) – verses összeállítás, Kolozsvár, Udvarhely, Csíkszereda, Nagyenyed
- Reményik Sándor élete képekben és versben (Lám Irénnel közösen összeállított műsor, amellyel Magyarországon turnéztak, majd Erdélyben)
- Reményik Sándor versek – összeállítással külön műsort szerkeszt, mellyel folyamatosan szerepel
- Reményik Sándor istenes versei – újabb önálló műsor, mellyel főleg templomokban, imaházakban szerepel
- Márai–Wass Albert–Faludy – versekből önálló műsor
- Adytól – Nagy Lászlóig önálló műsor, az RMDSZ meghívására, többször megismételi
- A madár dala karácsonyi önálló műsor a Katolikus Nőszövetség meghívására

Tanárként kutatási területe a nyilvános megszólalás gondjai. Ebben a témakörben több tanulmányt jelentetett meg, és továbbképző tanfolyamokat tartott.

## Díjai, elismerései
- Érdemoklevél, Magyar Újságírók Romániai Egyesülete, 2009
- Poór Lili-díj, 2012
- EMKE-életműdíj, 2023 [1]